# 源済政
源 済政（みなもと の なりまさ）は、平安時代中期の貴族。宇多源氏、大納言・源時中の子。官位は正四位上・播磨守、贈従三位。

## 経歴
一条朝前期に六位蔵人・式部大丞を経て、長徳年間に従五位下に叙爵。のち、五位蔵人や阿波権守・信濃守などの地方官を務め、長保4年（1002年）従四位下に叙せられる。この頃、右近衛少将に任ぜられると、寛弘6年（1009年）左近衛少将、寛弘7年（1010年）右近衛中将と一条朝後半は近衛次将を務めた。
その後、中将を辞して修理権大夫や太皇太后宮亮などの京官を務め、長和2年（1013年）正四位下に叙せられている。また、美濃守・讃岐守・近江守・丹波守・播磨守など、三条朝・後一条朝・後朱雀朝の三朝に亘って地方官も歴任した。しかし、公卿昇進はならず、位階は正四位上に留まる。
後朱雀朝の長久2年（1041年）2月卒去。享年67。没後従三位の贈位を受け、播磨三位と呼ばれた。

## 人物
管絃の名手としても知られ、宮中での御遊でしばしば笛を担当している。
藤原道長室である源倫子の甥でありながら、済政は中宮・藤原定子方と親しく、『枕草子』「御仏名のまたの日」の段に箏の奏者として、琵琶の源道方・横笛の平行義・笙の源経房とともに登場する。清少納言が同僚の讒言を受けて里居していたころ、元夫の橘則光以外に居場所を知らせたのは経房と済政の二人くらいであったという。

## 官歴
脚注がないものは『諸家伝』による。
- 時期不詳：式部少丞。修理亮
- 正暦5年（994年） 8月28日：六位蔵人、修理亮如元[4][5]
- 長徳2年（996年） 正月25日：式部大丞[6]
- 時期不詳：従五位下
- 長徳4年（998年） 2月15日：見阿波権守[7]
- 長保2年（1000年） 正月27日：五位蔵人
- 長保3年（1001年） 10月1日：見阿波権守[7]
- 長保4年（1002年） 2月30日：従四位下。3月10日：見信濃守[7]
- 長保5年（1003年） 2月10日：見右近衛少将[7]
- 寛弘元年（1004年）11月7日：辞信濃守[8][7]
- 寛弘6年（1009年） 4月5日：左近衛少将[7]
- 寛弘7年（1010年） 11月25日：修理大夫、止左近衛少将?[9]。11月28日：見右近衛中将[10]
- 寛弘8年（1011年） 11月16日：見右近衛中将[7]。日付不詳：見美濃守[11]
- 長和2年（1013年） 4月24日：前美濃守[10]。9月16日：正四位下[10]
- 長和3年（1014年） 3月5日：讃岐守[10]
- 寛仁元年（1017年） 3月15日：讃岐守（二箇年延任）[8]。8月10日：東宮昇殿[10]。9月20日：見修理権大夫[12]
- 寛仁3年（1019年） 4月23日：見太皇太后宮亮[10]
- 寛仁4年（1020年） 8月29日：前讃岐守[12]
- 治安2年（1022年） 8月19日：見近江守[13]
- 万寿2年（1025年） 10月19日：重任近江守[10]
- 万寿3年（1026年） 正月19日：上東門院別当、見太皇太后宮亮[7]
- 長元2年（1029年） 7月19日：見近江守[10]
- 長元5年（1032年） 4月12日：見丹波守[12]
- 長暦元年（1037年） 8月9日：播磨守[14]
- 時期不詳：正四位上[15]
- 長久2年（1041年） 2月：卒去。時期不詳：贈従三位

## 系譜
注記のないものは『尊卑分脈』による。
- 父：源時中
- 母：藤原安親の娘
- 妻：源頼光の娘
  - 長男：源資通（1005-1060）
- 生母不明の子女
  - 女子：藤原能長室
  - 女子：藤原信家室
  - 女子：藤原定頼正室
  - 女子：敦貞親王室[16]